# 普賴斯堡 (肯塔基州)
普賴斯堡（英語：Pryorsburg）是位於美國肯塔基州格雷夫斯縣的一個人口普查指定地區。

## 人口
根據2020年美國人口普查的數據，普賴斯堡的面積為3.28平方千米，當中陸地面積為3.23平方千米，而水域面積為0.05平方千米。當地共有人口262人，而人口密度為每平方千米79.88人。